# 西蒙·阿大夫
西蒙·阿大夫（希伯來語：‎，1972年—），出生於以色列斯德洛特，詩人、作家。

## 生平
西蒙·阿大夫的第一本詩集《伊卡洛斯的獨白》赢得了以色列教育部的獎項。 1996年至2000年，阿戴夫在特拉维夫大學就學，同時在文學、電影、搖滾音樂領域撰寫文章，刊載在以色列的報紙。2000年至2005年，他在海科特出版社出版擔任撰文編輯。之后在以色列本古里安大學擔任創意寫作課程的主席。
在2013年，他因小說《Mox Nox》獲得了以色列着名的薩皮爾獎。

## 書籍

### 詩集
- 1997年，《伊卡洛斯的獨白》
- 2002年，《什麼這是我想到的陰影實體》
- 2009年，《Aviva-没有》

### 散文
- 2004年，《一英里和兩天的日落之前》
- 2007年，《埋心》
- 2008年，《曬傷的臉孔》
- 2010年，《霜凍》
- 2011年，《Max Nox》
- 2012年，《城市之下
- 2014年，《婚禮的禮物》
- 2015年，《偵探的申訴》
- 2017年，《沙得拉》
- 2017年，《上升與呼喊》

### 非小說類
- 2016年，《藝術和戰爭》（與Lavie Tidhar合著）